# Couloir (architecture)

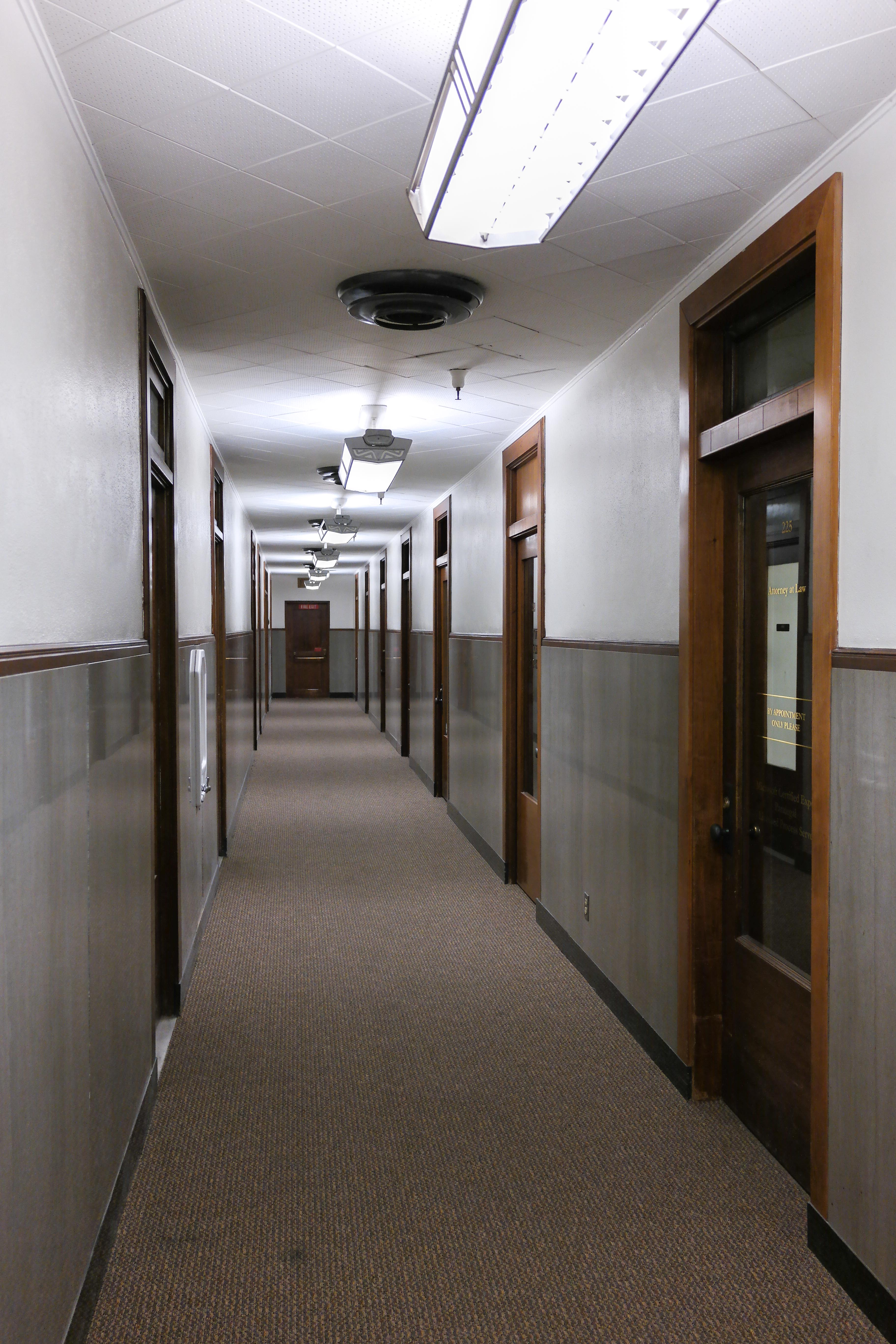
Un couloir dans la, un immeuble de bureaux de 1929 au centre-ville de Phoenix, Arizona.

Un couloir ou corridor dans un immeuble ou une habitation n'est pas une pièce mais sert à relier des pièces. Conceptuellement, il se comprend comme un passage.

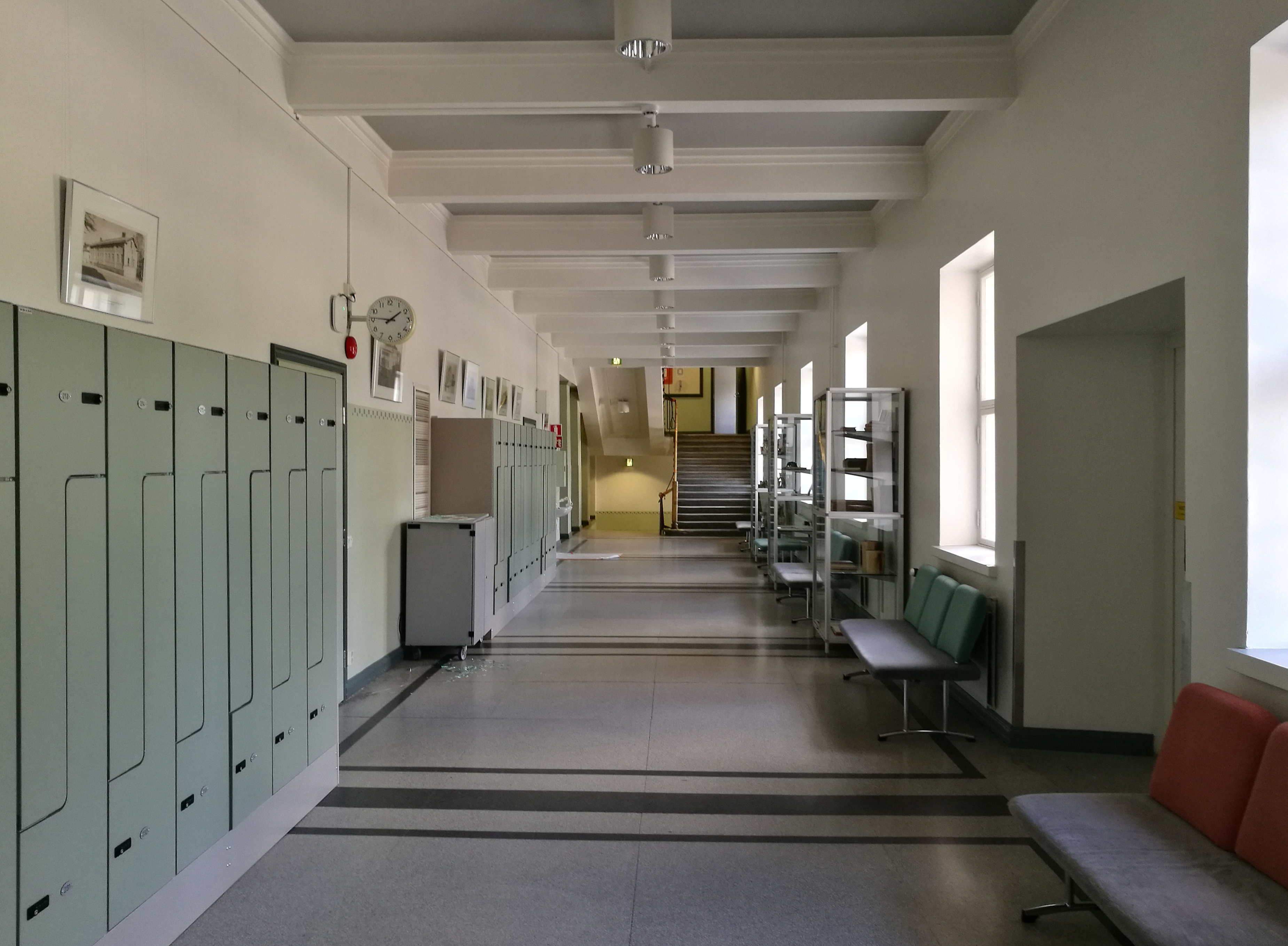
Un couloir d'école à l'école secondaire Kemi Lyceum à Kemi, Finlande

Les couloirs sont généralement longs et étroits. Les couloirs doivent être suffisamment larges pour garantir l'évacuation des bâtiments lors d'un incendie et pour permettre aux personnes en fauteuil roulant de s'y déplacer. La largeur minimale d'un couloir est régie par les codes du bâtiment. Les couloirs sont plus larges dans les environnements à fort trafic, tels que les écoles  et les hôpitaux.
Pour faciliter le passage et la manœuvre d'un fauteuil roulant, la largeur libre d'un corridor à faible trafic ne doit pas être inférieure à 0,90 m. Cette largeur autorise également une manœuvrabilité dans les virages à 90°. Une largeur de 1,20 m permet une manœuvrabilité dans les virages à 180°. Elle assure en outre une bonne manœuvrabilité vers les portes situées sur sa longueur. La largeur minimale dans les habitations est aux États-Unis de 36 pouces (91 cm). 
La largeur libre d'un couloir public ne doit pas être inférieure à 1,50 m (1,50 m est la largeur minimale pour que deux fauteuils puissent se croiser, ou pour qu'un fauteuil roulant puisse faire un tour complet sur lui-même). La largeur recommandée est de 1,80 m.
En 1597, John Thorpe serait le premier architecte enregistré à remplacer plusieurs pièces communicantes par des pièces le long d'un couloir chacune accessible par une porte séparée.